# Sebastiano Luperto
Sebastiano Luperto, né le 6 septembre 1996 à Lecce, est un footballeur italien, évoluant au poste de défenseur central à Cagliari Calcio.

## Biographie

### En équipe nationale
Il joue son premier match avec les espoirs italiens le 25 mai 2018, en amical contre le Portugal (défaite 3-2).

## Palmarès
- Champion d'Italie de Serie B en 2018 avec l'Empoli FC
- Vainqueur de la Coupe d'Italie en 2020 avec le SSC Naples